# Kim Sam-soo
Kim Sam-soo ((김삼수?, 金三洙?); 8 febbraio 1963) è un ex calciatore sudcoreano, di ruolo centrocampista.

## Statistiche

### Cronologia presenze e reti in nazionale
| Cronologia completa delle presenze e delle reti in nazionale ― Corea del Sud | Cronologia completa delle presenze e delle reti in nazionale ― Corea del Sud | Cronologia completa delle presenze e delle reti in nazionale ― Corea del Sud | Cronologia completa delle presenze e delle reti in nazionale ― Corea del Sud | Cronologia completa delle presenze e delle reti in nazionale ― Corea del Sud | Cronologia completa delle presenze e delle reti in nazionale ― Corea del Sud | Cronologia completa delle presenze e delle reti in nazionale ― Corea del Sud | Cronologia completa delle presenze e delle reti in nazionale ― Corea del Sud |
| Data                                                                         | Città                                                                        | In casa                                                                      | Risultato                                                                    | Ospiti                                                                       | Competizione                                                                 | Reti                                                                         | Note                                                                         |
| ---------------------------------------------------------------------------- | ---------------------------------------------------------------------------- | ---------------------------------------------------------------------------- | ---------------------------------------------------------------------------- | ---------------------------------------------------------------------------- | ---------------------------------------------------------------------------- | ---------------------------------------------------------------------------- | ---------------------------------------------------------------------------- |
| 3-6-1984                                                                     | Pusan                                                                        | Corea del Sud                                                                | 2 – 0                                                                        | Guatemala                                                                    | 1984 President's Cup                                                         | -                                                                            |                                                                              |
| 30-9-1984                                                                    | Seul                                                                         | Corea del Sud                                                                | 1 – 2                                                                        | Giappone                                                                     | Korea-Japan Annual Match                                                     | -                                                                            |                                                                              |
| 3-12-1985                                                                    | Los Angeles                                                                  | Messico                                                                      | 2 – 1                                                                        | Corea del Sud                                                                | Amichevole                                                                   | -                                                                            |                                                                              |
| 8-12-1985                                                                    | Irapuato                                                                     | Ungheria                                                                     | 1 – 0                                                                        | Corea del Sud                                                                | Messico Tournament                                                           | -                                                                            | 46’                                                                          |
| 11-12-1985                                                                   | Guadalajara                                                                  | Messico                                                                      | 2 – 1                                                                        | Corea del Sud                                                                | Messico Tournament                                                           | -                                                                            | 79’                                                                          |
| 13-12-1985                                                                   | Ciudad Nezahualcóyotl                                                        | Corea del Sud                                                                | 2 – 0                                                                        | Algeria                                                                      | Messico Tournament                                                           | -                                                                            | 73’                                                                          |
| 28-9-1986                                                                    | Pusan                                                                        | Cina                                                                         | 2 – 4                                                                        | Corea del Sud                                                                | Giochi asiatici 1986                                                         | -                                                                            | 77’                                                                          |
| 1-10-1986                                                                    | Pusan                                                                        | Corea del Sud                                                                | 1 – 1 dts (5-4 dtr)                                                          | Iran                                                                         | Giochi asiatici 1986                                                         | -                                                                            | 81’                                                                          |
| 3-10-1986                                                                    | Seul                                                                         | Indonesia                                                                    | 0 – 4                                                                        | Corea del Sud                                                                | Giochi asiatici 1986                                                         | -                                                                            |                                                                              |
| 5-10-1986                                                                    | Seul                                                                         | Corea del Sud                                                                | 2 – 0                                                                        | Arabia Saudita                                                               | Giochi asiatici 1986                                                         | -                                                                            | 46’                                                                          |
| 10-6-1987                                                                    | Masan                                                                        | Corea del Sud                                                                | 0 – 0                                                                        | Egitto                                                                       | 1987 President's Cup                                                         | -                                                                            |                                                                              |
| 12-6-1987                                                                    | Pusan                                                                        | Corea del Sud                                                                | 1 – 0                                                                        | Stati Uniti                                                                  | 1987 President's Cup                                                         | -                                                                            |                                                                              |
| 14-6-1987                                                                    | Daejeon                                                                      | Corea del Sud                                                                | 4 – 2                                                                        | Thailandia                                                                   | 1987 President's Cup                                                         | 1                                                                            |                                                                              |
| 21-6-1987                                                                    | Seul                                                                         | Corea del Sud                                                                | 1 – 1 dts (5-4 dtr)                                                          | Australia                                                                    | 1987 President's Cup                                                         | -                                                                            |                                                                              |
| 17-12-1987                                                                   | Kuala Lumpur                                                                 | Malaysia                                                                     | 0 – 1                                                                        | Corea del Sud                                                                | Pestabola Merdeka 1987                                                       | -                                                                            | 85’                                                                          |
| 6-1-1988                                                                     | Doha                                                                         | Corea del Sud                                                                | 1 – 1 dts (4-3 dtr)                                                          | Egitto                                                                       | Afro-Asian Cup 1988                                                          | -                                                                            |                                                                              |
| 19-6-1988                                                                    | Suwon                                                                        | Corea del Sud                                                                | 4 – 0                                                                        | Zambia                                                                       | 1988 President's Cup                                                         | -                                                                            |                                                                              |
| Totale                                                                       |                                                                              | Presenze                                                                     | 17                                                                           |                                                                              | Reti                                                                         | 1                                                                            |                                                                              |